# Erycibe subspicata
Erycibe subspicata är en vindeväxtart som beskrevs av Nathaniel Wallich. Erycibe subspicata ingår i släktet Erycibe och familjen vindeväxter. Inga underarter finns listade i Catalogue of Life.